# Shreeram Lagoo
Pour les articles homonymes, voir Lagoo.
Shreeram Lagoo est un acteur indien né le 16 novembre 1927 dans le district de Satara en Inde britannique et mort le 17 décembre 2019 à Pune (Maharashtra, Inde).

## Biographie
Shreeram Lagoo est né dans le district de Satara, Maharashtra, en Inde, de Balakrishna Chintaman Lagoo et Satyabhama Lagoo, et était l'aîné de quatre enfants. Il a fréquenté le Bhave High School, le Fergusson College (université Savitribai-Phule de Pune) et le BJ Medical College (université Savitribai-Phule de Pune), en Inde, et a obtenu des diplômes MBBS et MS, tous deux en médecine.
Il était connu pour ses rôles de personnage dans les films. Il a joué dans plus de 211 films, dont des films en hindi et en marathi ainsi que dans des pièces en hindi, marathi et gujarati, et a réalisé plus de 20 pièces en marathi. Il était considéré comme l'un des plus grands acteurs de la scène marathi durant la seconde moitié du XXe siècle. Il a également été très actif et a pris la parole dans la promotion de causes sociales progressistes et rationnelles, par exemple en 1999, lui et le militant social GP Pradhan ont entrepris un jeûne pour soutenir le croisé anti-corruption Anna Hazare. Il a gagné le Prix 1978 du Meilleur Acteur de Soutien Filmfare pour le film Hindi Gharaonda. Son autobiographie s'intitule Lamaan (लमाण), ce qui signifie "le transporteur de marchandises".

## Filmographie

### Cinéma
- 1971 : Aahat - Ek Ajeeb Kahani
- 1976 : Bullet : Ghanshyamdas
- 1976 : Chatle Chatle : Dr Roy
- 1978 : Des Pardes : M. Bond
- 1978 : College Girl
- 1978 : Devata : père Fernandez
- 1978 : Le Défi mortel : Tolaram
- 1978 : Anjaam : Dinanath
- 1979 : Muqabla : Sabbarbaba
- 1979 : Manzil : M. Kapoor
- 1979 : Tarânâ
- 1980 : Gehrayee : Chennabassapa
- 1980 : Insaf Ka Tarazu : M. Chandra
- 1980 : Swayamvara : Rantalal
- 1981 : Professor Pyarelal : Kishanchand
- 1982 : Gandhi : Professeur Gokhale
- 1984 : Chakma
- 1984 : Love Marriage : Mehra
- 1985 : Sarfarosh : le commissaire de police
- 1991 : Dushman Devta : Maître Dina Nath
- 1993 : Pyaar Ka Tarana
- 1994 : Mukta : le grand-père de Mukta
- 1994 : Khuddar : Shastri Suri
- 2014 : Nagrik : Nana Chitnis

### Télévision
- 1985 : Khandaan
- 1989 : Picnic
- 1995 : Thhoda Sa Aasman
- 1995 : Sandhya Chhaya : Nana
- 1997 : Common Man : Dadaji
- 1999 : Waqt Ki Raftar